# BUZZOOKAチャンネル
「BUZZOOKAチャンネル」（バズーカチャンネル）は、テレビ大阪にて2021年10月5日より火・水曜（月・火曜深夜） 0:30 - 1:00に放送されている深夜番組枠の名称である。2023年4月5日からは木曜（水曜深夜）1:00 - 1:30の放送も開始した。

## 概要
テレビ大阪の若手ディレクター・プロデューサーが、ターゲットを絞った深く刺さるコンテンツを手掛け、地上波の枠にとらわれない、SVODやYouTubeといったネットメディアなどへの多角的な展開を目指し新設された枠である。
1番組につき15分と他のバラエティ番組とは比較的短い番組枠となっているが、これは同じようにネットへの展開を狙った「バラバラ大作戦」（テレビ朝日）と同様の体裁である。
新設に際し新番組に「初耳怪談 FIRST TAKE」「えなこ×さらば森田の猫しか勝たん」が開始され、それまで2シーズン放送された「片っ端から喫茶店」、5分番組として放送されていた「彼女とデートなう」より拡大・改題した「デートなう」が当枠にそれぞれ編入された。
2022年3月をもって水曜（火曜深夜）に放送されていた「えなこ×さらば森田の猫しか勝たん」「デートなう」がそれぞれ本枠での放送を終了。4月改編にて、お笑いコンビ・さらば青春の光（東ブクロ・森田哲矢）の冠新番組2本が新たに投入された。
2022年10月期改編で、月曜版第1部の「片っ端から喫茶店」が平日昼の帯番組としてリニューアルすることに伴い、本枠での放送を終了。代わって「撮影NGを漫画にしてみました」が本枠にて放送開始される。
2023年4月期改編で、月曜版第2部の「初耳怪談 FIRST TAKE」が「初耳怪談」に改題し放送時間を0:30 - 1:00に拡大し、代わりに「撮影NGを漫画にしてみました」が水曜版第1部の1:00 - 1:15に移動した。
2023年10月期改編で、火曜版第1部の「さらばのこの本ダレが書いとんねん!」が放送時間を0:30 - 1:00に拡大し、水曜版第1部の「撮影NGを漫画にしてみました」が終了したことに伴い、2か月後の12月7日（6日未明）に「ギャル問のすゝめ」が開始された。

## 放送番組

### 現在放送中の番組
| 曜日            | 放送時間枠      | 番組タイトル                         | 放送開始日    | 出演者                               | 備考             |
| --------------- | --------------- | ------------------------------------ | ------------- | ------------------------------------ | ---------------- |
| 月曜版 （火曜） | 火曜0:30 - 1:00 | 初耳怪談 FIRST TAKE→初耳怪談         | 2021年10月5日 | 島田秀平                             | [ 注釈 1 ]       |
| 火曜版 （水曜） | 水曜0:30 - 1:00 | さらばのこの本ダレが書いとんねん!    | 2022年4月27日 | さらば青春の光（東ブクロ・森田哲矢） | [ 2 ] [ 注釈 2 ] |
| 火曜版 （水曜） | 水曜1:00 - 1:15 | さらば青春の光の東ブクロとデビュー作 | 2022年4月27日 | さらば青春の光（東ブクロ・森田哲矢） | [ 2 ] [ 注釈 3 ] |
| 水曜版 （木曜） | 木曜1:00 - 1:15 | ギャル問のすゝめ                     | 2023年12月6日 | みりちゃむ、ロイ                     |                  |
| 水曜版 （木曜） | 木曜1:15 - 1:30 | 日本の職人                           | 2022年4月7日  |                                      | [ 注釈 4 ]       |

### 番組の変遷
| 放送期間               | 月曜版                                             | 月曜版              | 火曜版                            | 火曜版                               | 水曜版                                             | 水曜版                       |
| 放送期間               | 第1部                                              | 第2部               | 第1部                             | 第2部                                | 第1部                                              | 第2部                        |
| ---------------------- | -------------------------------------------------- | ------------------- | --------------------------------- | ------------------------------------ | -------------------------------------------------- | ---------------------------- |
| 2021年10月 - 2022年3月 | 片っ端から喫茶店シーズン3                          | 初耳怪談 FIRST TAKE | えなこ×さらば森田の猫しか勝たん   | デートなう                           | （放送なし）                                       | （放送なし）                 |
| 2022年4月 - 2022年9月  | 片っ端から喫茶店シーズン3                          | 初耳怪談 FIRST TAKE | さらばのこの本ダレが書いとんねん! | さらば青春の光の東ブクロとデビュー作 | （BUZZOOKAリアルとして放送）                       | （BUZZOOKAリアルとして放送） |
| 2022年10月             | （BUZZOOKAチャンネルで過去放送されたものの再放送） | 初耳怪談 FIRST TAKE | さらばのこの本ダレが書いとんねん! | さらば青春の光の東ブクロとデビュー作 | （BUZZOOKAリアルとして放送）                       | （BUZZOOKAリアルとして放送） |
| 2022年11月 - 2023年3月 | 撮影NGを漫画にしてみました                         | 初耳怪談 FIRST TAKE | さらばのこの本ダレが書いとんねん! | さらば青春の光の東ブクロとデビュー作 | （BUZZOOKAリアルとして放送）                       | （BUZZOOKAリアルとして放送） |
| 2023年4月 - 9月        | 初耳怪談                                           | 初耳怪談            | さらばのこの本ダレが書いとんねん! | さらば青春の光の東ブクロとデビュー作 | 撮影NGを漫画にしてみました                         | 日本の職人                   |
| 2023年10月 - 11月      | 初耳怪談                                           | 初耳怪談            | さらばのこの本ダレが書いとんねん! | さらば青春の光の東ブクロとデビュー作 | （BUZZOOKAチャンネルで過去放送されたものの再放送） | 日本の職人                   |
| 2023年12月 -           | 初耳怪談                                           | 初耳怪談            | さらばのこの本ダレが書いとんねん! | さらば青春の光の東ブクロとデビュー作 | ギャル問のすゝめ                                   | 日本の職人                   |

## BUZZOOKAリアル
2022年4月7日より木曜（水曜深夜）に新枠として『BUZZOOKAリアル』が新設。こちらはバラエティではなくドキュメンタリーであるが、本枠と同様2本立てで構成されている。2023年3月22日の放送を以って終了（「日本の職人」は1:15 - 1:30の枠内にて放送継続）。
- 前半は夕方ニュース『やさしいニュース』の関連番組として、同局が1982年の開局以来40年間に亘り制作した『報道特集』を蔵出し、再編集版でおくる『やさしいニュース』を放送。
- 後半は、古き良き日本の伝統芸を支える職人の匠の技とその品々を紹介する『日本の職人』を放送する。